# Mourrah
Mourrah (também Moura e Mora) é uma vila e sede da comuna rural de Togué Mourari no Cercle de Djenné na Mopti (região) do centro-sul do Mali. O mercado semanal é realizado em um domingo.